# Agawa nitkowata
Agawa nitkowata (Agave filifera Salm-Dyck) – gatunek rośliny z rodziny agawowatych (Agavaceae). Pochodzi ze środkowego Meksyku. Występuje tam od Querétaro po stan Meksyk.

## Morfologia
PokrójNależy do mniejszych lub średniej wielkości agaw. Tworzy mięsistą, symetryczną  różyczkę liściową osiągającą średnicę do 90 cm i wysokość do 60 cm. Łodyga szczątkowa, zaczyna rosnąć dopiero po kilkudziesięciu latach rozwoju rośliny. Po wytworzeniu kwiatów i owoców roślina zamiera.
LiścieO barwie od ciemnozielonej do brązowozielonej z ozdobnymi, białymi włóknami.
KwiatyWyrastają na szczycie łodygi osiągającej wysokość do 3,5 m. Kwiaty żółtawo-zielone lub ciemnofioletowe.

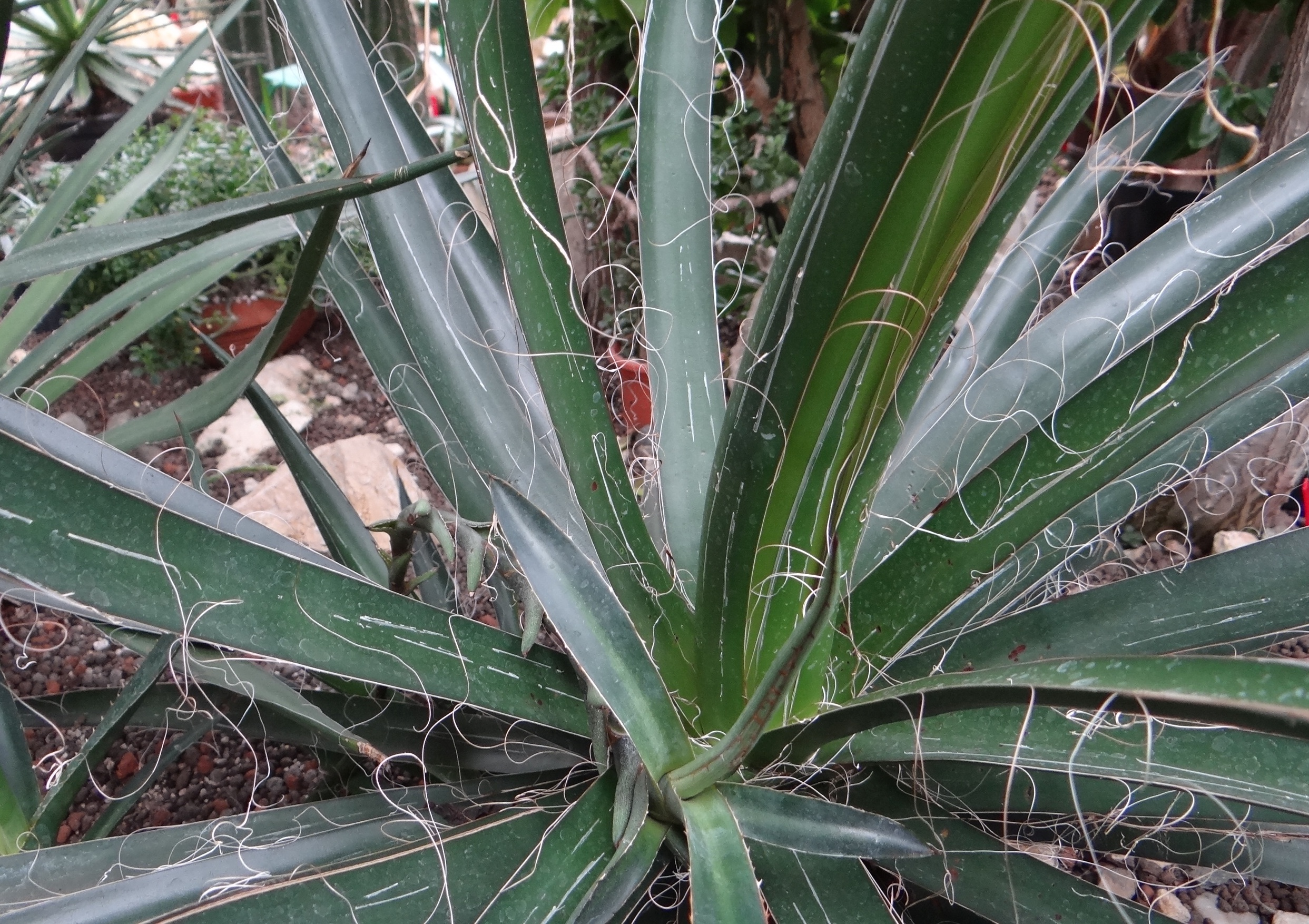
Liście z włóknami
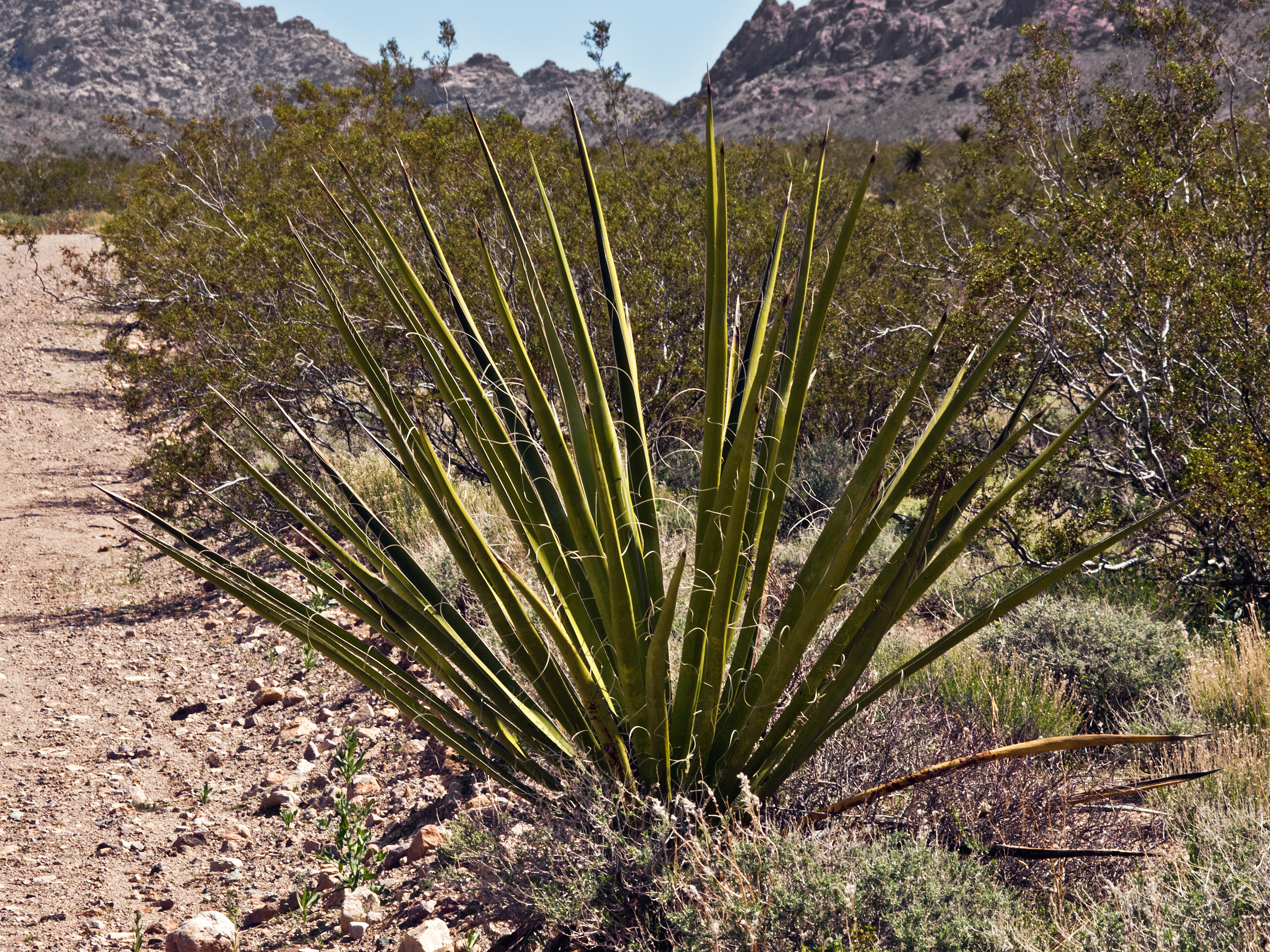
Na siedlisku naturalnym
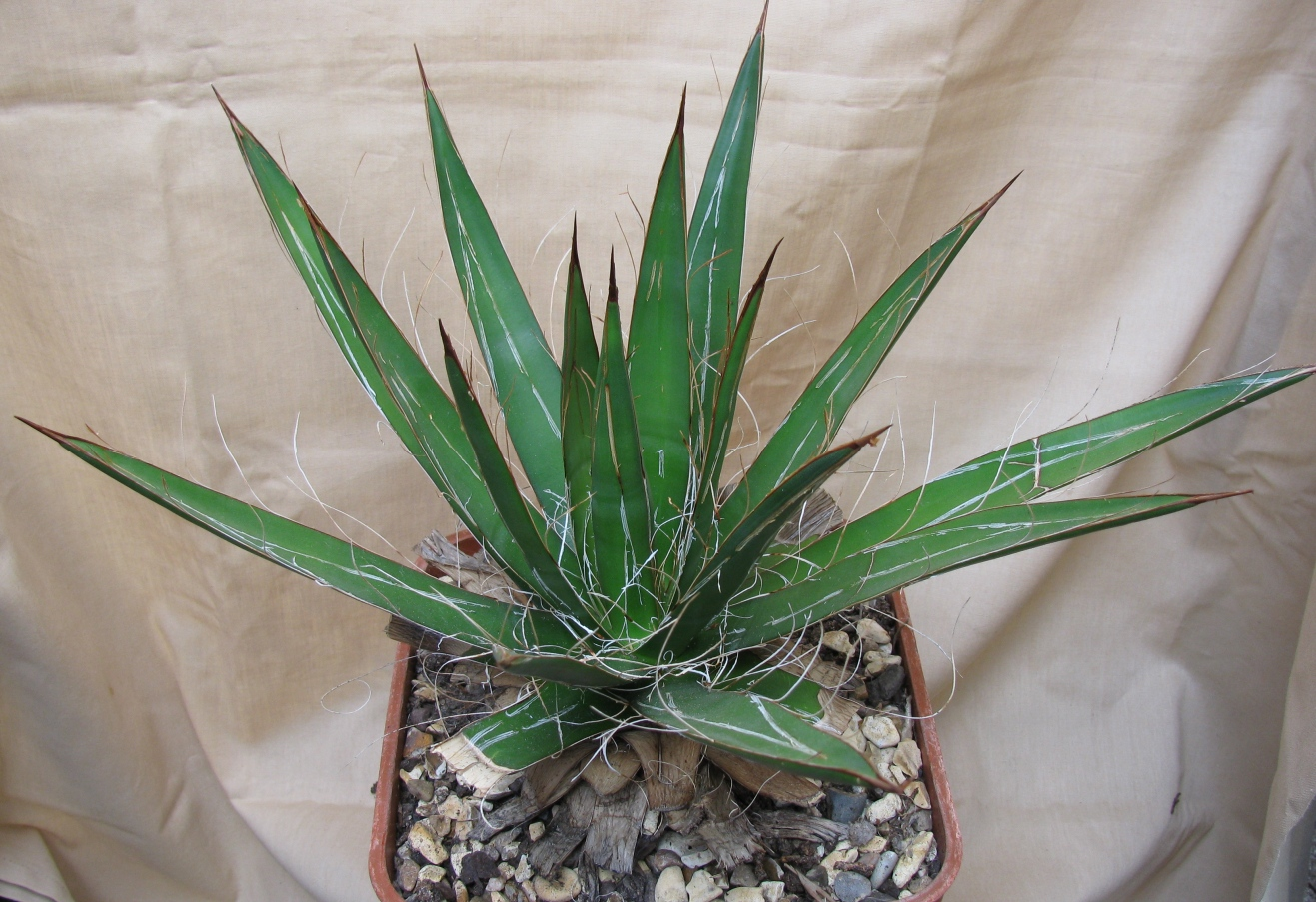
W uprawie doniczkowej
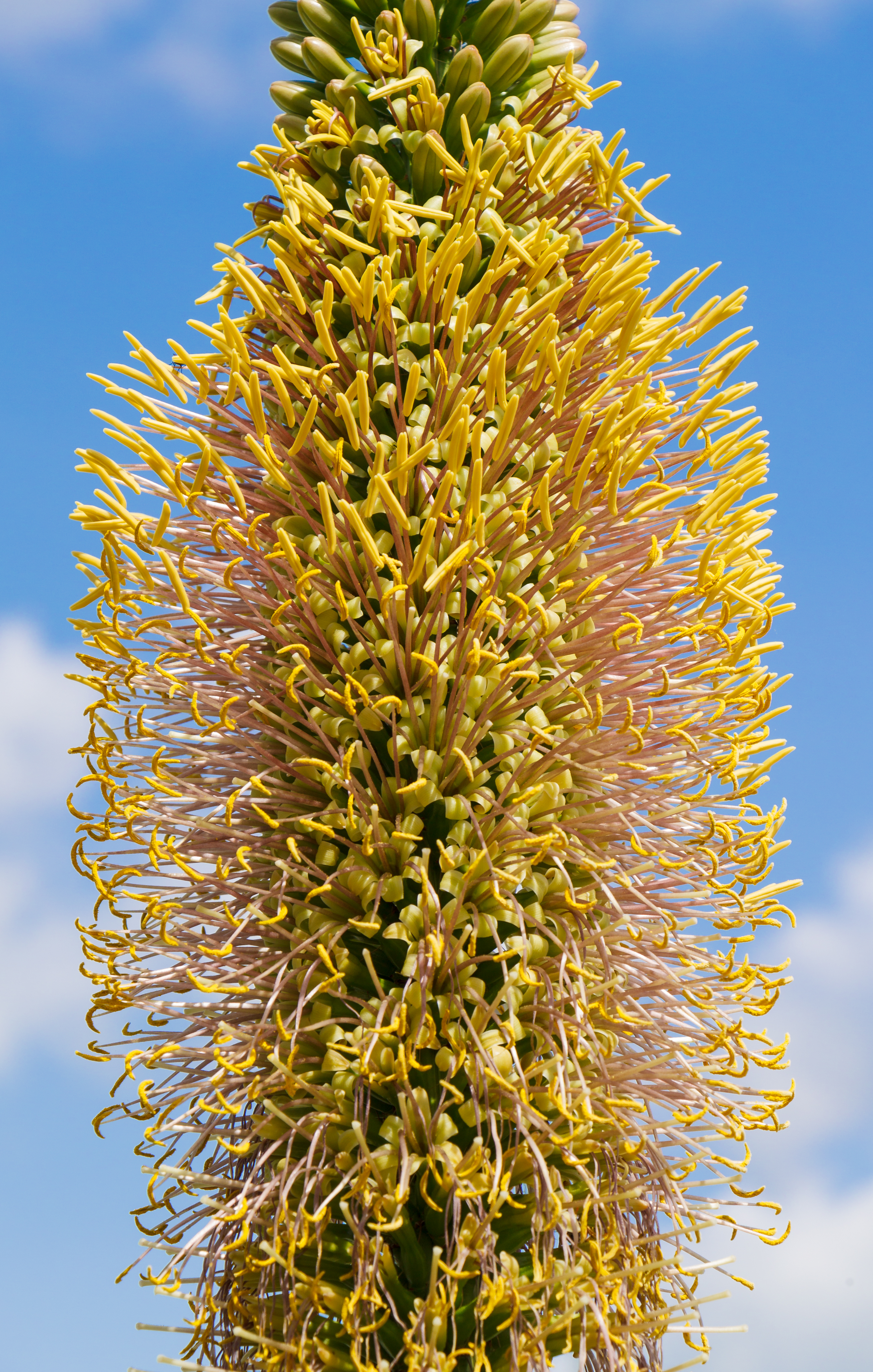
Kwiatostan
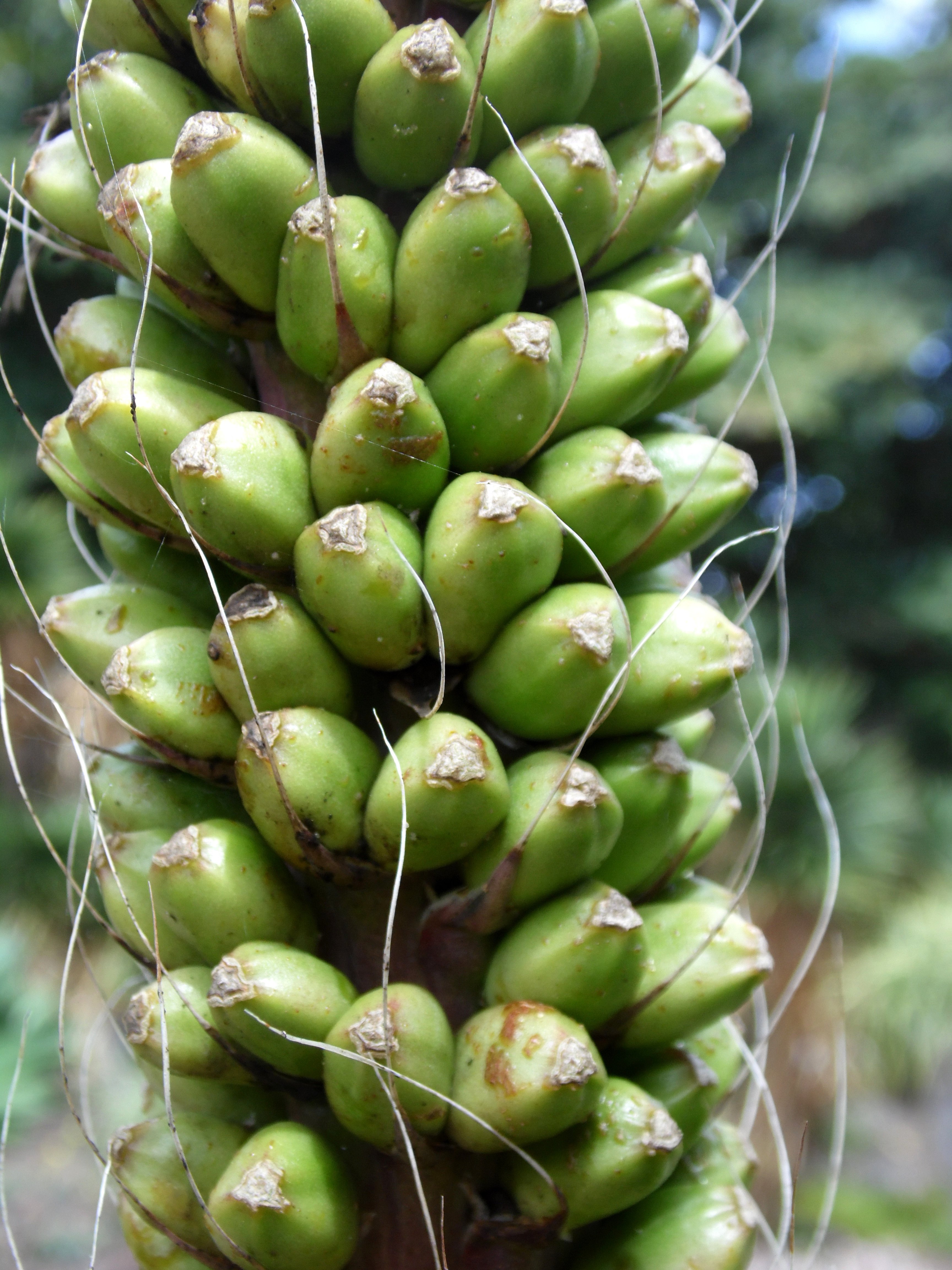
Owoce

## Uprawa
Jest uprawiana jako roślina ozdobna. Jej walorami ozdobnymi są mieczowate liście tworzące różyczkę liściową. Znosi tylko niewielkie przymrozki (strefy mrozoodporności 9–12), z tego względu w Polsce może być uprawiana tylko jako roślina pokojowa lub w ogrzewanych szklarniach. Jest stosunkowo łatwa w uprawie. Dobrze rośnie w pojemnikach i doniczkach. Nadaje się na stanowiska słoneczne lub nieco tylko zacienione. Potrzebuje bardzo dobrze przepuszczalnej gleby. Najlepszym podłożem jest próchniczna lub gliniasta gleba z dużym dodatkiem żwiru lub gruboziarnistego piasku. Nie toleruje dużej wilgoci w podłożu, dobrze natomiast znosi suszę i wietrzną pogodę. Zimą przechodzi okres spoczynku. Najlepiej wówczas przetrzymywać ją w chłodnym pomieszczeniu i zaprzestać podlewania.
Rozmnaża się przez nasiona lub odrosty pojawiające się przy podstawie różyczki.